# غاوكش عليا (مقاطعة دلفان)
غاوكش عليا (بالفارسية: گاوکش علیا) هي قرية تقع في قسم خاوة الجنوبي الريفي (مقاطعة دلفان) في إيران. يقدر عدد سكانها بـ 1,836 نسمة .